# 부르캉브레스 제2캉통
부르캉브레스 제2캉통(프랑스어: Canton de Bourg-en-Bresse-2)은 프랑스의 캉통 중 하나로, 오베르뉴론알프 레지옹의 앵 주에 위치해 있다.
2015년 3월 프랑스 캉통 개편으로 신설된 캉통이며, 관청 소재지는 부르캉브레스이다.

## 코뮌

부르캉브레스 시 경계와 제2캉통의 경계 (붉은색)

부르캉브레스 제2캉통에는 다음과 같은 코뮌이 속해 있다. 부르캉브레스의 남쪽 지역과 그 교외에 맞닿은 코뮌 세 개로 구성된다. 제1캉통에 속하지 않은 부르캉브레스 시의 나머지 지역은 부르캉브레스 제1캉통에 속해 있다.
- 부르캉브레스
- 페로나
- 생드니레부르
- 생레미

## 같이 보기
- 앵 주의 캉통
- 프랑스의 캉통